# Robert Chwiałkowski
Robert Chwiałkowski är en polsk kanotist.
Han tog bland annat VM-silver i K-4 500 meter i samband med sprintvärldsmästerskapen i kanotsport 1987 i Duisburg.